# Шураві (фільм)
«Шураві» — радянський художній фільм про Афганську війну, випущений кіностудією «Мосфільм» в 1988 році. Основою для сюжету стала повість Олександра Проханова «Сивий солдат».

## Сюжет
Навколо полоненого радянського солдата Миколи Морозова скупчилися душмани. Вони про щось сперечаються, а потім закривають його в одному з будинків кишлаку, приставивши до нього охорону. Солдат намагається згадати, як тут опинився. Раніше він разом з єфрейтором Хайбуліним (дитбудинкіцем з Уфи) був посланий охороняти перевал Саланг. Поруч пастух в чалмі пасе кіз, проходять колони з бронетранспортерами, вантажівками і тракторами «з Союзу». Хайбулін виходить з укриття і падає, убитий кулею. На солдата, що не втратив пильність від спеки, нападають ззаду. Уже в полоні до нього приходить кореспондент агентства Reuters Едвард Стаф, який називає душманів «афганськими борцями за свободу». Разом з Морозовим в полоні знаходиться солдат-афганець («аскер»), який не розмовляє російською і здійснює намаз. Проте, «духи» виводять афганця і після зйомок на Kodak розстрілюють на очах у Морозова. Едвард Стаф бажає записати інтерв'ю про радянського солдата-дезертира і обіцяє Морозову звільнення, але той не прагне зраджувати батьківщину. Радянський солдат згадує Росію, берези, дерев'яні будинки і молоко. Йому вдається втекти через мінне поле. Він неодмінно хоче повідомити товаришам про атаку «людей Ахматхана» на «Гератський міст». Ослабленого і пораненого Морозова знаходить пастух в шкіряній безрукавці, який називає його шураві і передає радянській владі. Останні кадри фільму демонструють перехід танкових колон через Міст Дружби.

## У ролях
- Вадим Пожарський — рядовий Морозов
- Юозас Кіселюс — Едвард Стаф, кореспондент агентства «Рейтер»
- Д. Бризжанов — епізод
- Ільяс Хасанов — епізод
- Євген Жариков — епізод
- Наталія Гвоздікова — епізод
- Микола Маліков — епізод
- Анна Тихонова — епізод
- Ахат Тураєв — епізод
- Арсен Амаспюрянц — епізод
- Саїд Піров — епізод
- Федір Жариков — епізод
- Рустам Холмуродов — епізод
- Улугбек Музаффаров — епізод
- Нурулло Абдуллаєв — епізод
- Зінаїда Воркуль — епізод
- Мехрангіз Гасанова — епізод

## Знімальна група
- Режисер — Сергій Нілов
- Сценаристи — Олександр Проханов, Сергій Нілов
- Оператор — Вадим Михайлов
- Композитор — Борис Ричков
- Художник — Саїд Меняльщиков